# Pentagonales Internacionales
Pentagonales Internacionales waren vom Mexikanischen Fußballverband veranstaltete Fußballturniere, um einheimischen Mannschaften die Möglichkeit zu bieten, sich unter sogenannten Wettbewerbsbedingungen mit ausländischen Mannschaften messen zu können. Die Turniere haben ihren Ursprung in Mexiko-Stadt und wurden bereits früh auch in der zweitgrößten Stadt des Landes, Guadalajara, ausgetragen. Sie wurden stets mit fünf Mannschaften ausgetragen (daher der Name Pentagonales, was übersetzt Fünferturniere bedeutet), wovon in der Regel jeweils drei aus Mexiko kamen und zwei aus dem Ausland. Lediglich beim zweiten Turnier des Jahres 1961 und beim letzten Turnier 1970 in Mexiko-Stadt sowie beim Turnier 1963 in Guadalajara nahmen nur zwei mexikanische und dafür drei ausländische Mannschaften teil.

## Die Turniere in Mexiko-Stadt
Das erste Turnier dieser Art wurde 1957 in Mexiko-Stadt ausgetragen und war noch ein Cuadrangular Internacional, also ein internationales Viererturnier. An diesem nahmen die mexikanischen Mannschaften von Atlante und Guadalajara teil, als internationale Gäste waren der Racing Club aus Argentinien sowie Peñarol Montevideo aus Uruguay eingeladen. Sieger des Wettbewerbs war Peñarol.
1958 fand dann das erste echte Pentagonal Internacional statt. Chivas Guadalajara war der einzige Teilnehmer bei diesem Turnier, der bereits bei dem im Vorjahr initiierten Viererturnier teilgenommen hatte. Der Vorteil, bei diesem Wettbewerb bereits Erfahrungen gesammelt zu haben, machte sich schließlich bezahlt; denn das in jenen Jahren zur Spitzenmannschaft, zum Campeonisímo heranreifende Team aus Guadalajara konnte das Turnier gewinnen. Die weiteren Teilnehmer waren Toluca und Zacatepec aus Mexiko sowie Botafogo aus Brasilien und River Plate aus Argentinien.
Nachdem Santos aus Brasilien und Toluca aus Mexiko die Turniere in den Jahren 1959 bzw. 1960 gewinnen konnten, war Guadalajara beim Auftaktturnier 1961 erneut erfolgreich. Insgesamt gab es 1961 drei dieser Wettbewerbe, zwei in Mexiko-Stadt und einen in Guadalajara, so viele wie in keinem anderen Jahr.
Das andere Turnier in Mexiko-Stadt wurde vom FC Santos gewonnen und auch in den beiden folgenden Jahren waren ausschließlich Vereine aus Brasilien erfolgreich: Botafogo gewann 1962 und Vasco da Gama trug sich 1963 in die Siegerliste ein.
Zwischen 1964 und 1968 wurden Hexagonales Internacionales, sogenannte Sechserturniere, ausgetragen. Doch nun waren es keine reinen Vereinsturniere mehr. So nahm 1966 beispielsweise die Nationalmannschaft der DDR teil und außerdem gab es verschiedene „Auswahlteams“ wie die von Moskau (1964) oder Mexiko (mehrfach in den späteren Jahren). 1970 kehrte man noch einmal zum bewährten Fünferturnier zurück, doch der Untergang des früher so publikumswirksamen Turniers war damit auch nicht mehr aufzuhalten.
Nachstehend finden sich die überlieferten Abschlusstabellen der Turniere von Mexiko-Stadt:

### Abschlusstabelle des Cuadrangular Internacional in Mexiko-Stadt 1957
| Pl. | Verein      | Sp. | S | U | N | Tore    | Diff. | Punkte |
| --- | ----------- | --- | - | - | - | ------- | ----- | ------ |
| 1.  | Peñarol     | 4   | 3 | 1 | 0 | 007:400 | +3    | 07:10  |
| 2.  | Racing Club | 3   | 1 | 1 | 1 | 003:200 | +1    | 03:30  |
| 3.  | Guadalajara | 3   | 1 | 1 | 1 | 005:500 | ±0    | 03:30  |
| 4.  | Atlante     | 3   | 0 | 1 | 2 | 001:500 | −4    | 01:50  |

Die auf der Website von RSSSF nicht hinterlegten Ergebnisse des Turniers von 1957 lauteten wie folgt:
Peñarol-Atlante 2:0
Guadalajara-Racing Club 1:0
Peñarol-Guadalajara 4:3
Guadalajara-Atlante 1:1
Peñarol-Racing Club 1:1
Racing Club-Atlante 2:0

### Abschlusstabelle des I. Pentagonal Internacional in Mexiko-Stadt 1958
| Pl. | Verein      | Sp. | S | U | N | Tore    | Diff. | Punkte |
| --- | ----------- | --- | - | - | - | ------- | ----- | ------ |
| 1.  | Guadalajara | 4   | 3 | 0 | 1 | 005:200 | +3    | 06:20  |
| 2.  | Botafogo    | 4   | 2 | 1 | 1 | 008:700 | +1    | 05:30  |
| 3.  | Toluca      | 4   | 2 | 0 | 2 | 012:900 | +3    | 04:40  |
| 4.  | River Plate | 4   | 1 | 1 | 2 | 007:700 | ±0    | 03:50  |
| 5.  | Zacatepec   | 4   | 1 | 0 | 3 | 007:140 | −7    | 02:60  |

### Abschlusstabelle des II. Pentagonal Internacional in Mexiko-Stadt 1959
| Pl. | Verein      | Sp. | S | U | N | Tore    | Diff. | Punkte |
| --- | ----------- | --- | - | - | - | ------- | ----- | ------ |
| 1.  | Santos FC   | 4   | 3 | 0 | 1 | 014:600 | +8    | 06:20  |
| 2.  | Dukla Prag  | 4   | 2 | 1 | 1 | 009:800 | +1    | 05:30  |
| 3.  | Guadalajara | 4   | 2 | 1 | 1 | 006:600 | ±0    | 05:30  |
| 4.  | América     | 4   | 2 | 0 | 2 | 008:110 | −3    | 04:40  |
| 5.  | León        | 4   | 0 | 0 | 4 | 002:800 | −6    | 0:80   |

### Abschlusstabelle des III. Pentagonal Internacional in Mexiko-Stadt 1960
| Pl. | Verein      | Sp. | S | U | N | Tore    | Diff. | Punkte |
| --- | ----------- | --- | - | - | - | ------- | ----- | ------ |
| 1.  | Toluca      | 4   | 3 | 0 | 1 | 010:400 | +6    | 06:20  |
| 2.  | San Lorenzo | 4   | 3 | 0 | 1 | 011:800 | +3    | 06:20  |
| 3.  | América     | 4   | 2 | 0 | 2 | 004:700 | −3    | 04:40  |
| 4.  | Fluminense  | 4   | 1 | 0 | 3 | 006:800 | −2    | 02:60  |
| 5.  | Guadalajara | 4   | 1 | 0 | 3 | 008:120 | −4    | 02:60  |

### Abschlusstabelle des IV. Pentagonal Internacional in Mexiko-Stadt 1961
| Pl. | Verein        | Sp. | S | U | N | Tore    | Diff. | Punkte |
| --- | ------------- | --- | - | - | - | ------- | ----- | ------ |
| 1.  | Guadalajara   | 4   | 2 | 1 | 1 | 007:400 | +3    | 05:30  |
| 2.  | Santos FC     | 4   | 1 | 2 | 1 | 009:700 | +2    | 04:40  |
| 3.  | Oro           | 4   | 1 | 2 | 1 | 007:700 | ±0    | 04:40  |
| 4.  | Necaxa        | 4   | 1 | 2 | 1 | 007:100 | −3    | 04:40  |
| 5.  | Independiente | 4   | 1 | 1 | 2 | 006:800 | −2    | 03:50  |

### Abschlusstabelle des V. Pentagonal Internacional in Mexiko-Stadt 1961
| Pl. | Verein                   | Sp. | S | U | N | Tore    | Diff. | Punkte |
| --- | ------------------------ | --- | - | - | - | ------- | ----- | ------ |
| 1.  | Santos FC                | 0   | 0 | 0 | 0 | 000:000 | ±0    | 0:0    |
| 2.  | America (Rio de Janeiro) | 0   | 0 | 0 | 0 | 000:000 | ±0    | 0:0    |
| 3.  | Guadalajara              | 0   | 0 | 0 | 0 | 000:000 | ±0    | 0:0    |
| 4.  | Oro                      | 0   | 0 | 0 | 0 | 000:000 | ±0    | 0:0    |
| 5.  | Independiente            | 0   | 0 | 0 | 0 | 000:000 | ±0    | 0:0    |

Hinweis: Aufgrund einer fehlerhaften Tabelle bei RSSSF.org (siehe dort) bleiben in der obigen Tabelle die nicht nachvollziehbaren Angaben über die Punkte, Tore etc. unberücksichtigt.

### Abschlusstabelle des VI. Pentagonal Internacional in Mexiko-Stadt 1962
| Pl. | Verein        | Sp. | S | U | N | Tore    | Diff. | Punkte |
| --- | ------------- | --- | - | - | - | ------- | ----- | ------ |
| 1.  | Botafogo      | 4   | 3 | 0 | 1 | 009:500 | +4    | 06:20  |
| 2.  | CF Atlante    | 4   | 2 | 1 | 1 | 006:500 | +1    | 05:30  |
| 3.  | Újpesti Dózsa | 4   | 2 | 0 | 2 | 007:700 | ±0    | 04:40  |
| 4.  | América       | 4   | 1 | 1 | 2 | 006:600 | ±0    | 03:50  |
| 5.  | Toluca        | 4   | 0 | 2 | 2 | 004:900 | −5    | 02:60  |

### Abschlusstabelle des VII. Pentagonal Internacional in Mexiko-Stadt 1963
| Pl. | Verein        | Sp. | S | U | N | Tore    | Diff. | Punkte |
| --- | ------------- | --- | - | - | - | ------- | ----- | ------ |
| 1.  | Vasco da Gama | 4   | 2 | 2 | 0 | 008:200 | +6    | 06:20  |
| 2.  | Dukla Prag    | 4   | 2 | 1 | 1 | 005:400 | +1    | 05:30  |
| 3.  | Guadalajara   | 4   | 1 | 2 | 1 | 005:400 | +1    | 04:40  |
| 4.  | América       | 4   | 2 | 0 | 2 | 004:500 | −1    | 04:40  |
| 5.  | Oro           | 4   | 0 | 1 | 3 | 003:100 | −7    | 01:70  |

### Abschlusstabelle des I. Hexagonal Internacional in Mexiko-Stadt 1964
| Pl. | Verein                | Sp. | S | U | N | Tore    | Diff. | Punkte |
| --- | --------------------- | --- | - | - | - | ------- | ----- | ------ |
| 1.  | Moskauer Stadtauswahl | 5   | 4 | 1 | 0 | 014:300 | +11   | 09:10  |
| 2.  | Necaxa                | 5   | 3 | 0 | 2 | 006:400 | +2    | 06:40  |
| 3.  | Partizan Belgrad      | 5   | 2 | 1 | 2 | 007:900 | −2    | 05:50  |
| 4.  | América               | 5   | 2 | 0 | 3 | 010:150 | −5    | 04:60  |
| 5.  | Guadalajara           | 5   | 1 | 1 | 3 | 009:110 | −2    | 03:70  |
| 6.  | São Paulo FC          | 5   | 1 | 1 | 3 | 006:100 | −4    | 03:70  |

### Abschlusstabelle des II. Hexagonal Internacional in Mexiko-Stadt 1966
| Pl. | Verein        | Sp. | S | U | N | Tore    | Diff. | Punkte |
| --- | ------------- | --- | - | - | - | ------- | ----- | ------ |
| 1.  | Atlas         | 5   | 3 | 2 | 0 | 008:400 | +4    | 08:20  |
| 2.  | Sparta Prag   | 5   | 3 | 2 | 0 | 011:700 | +4    | 08:20  |
| 3.  | DDR           | 5   | 2 | 1 | 2 | 012:900 | +3    | 05:50  |
| 4.  | Guadalajara   | 5   | 1 | 3 | 1 | 010:800 | +2    | 05:50  |
| 5.  | Vasco da Gama | 5   | 0 | 2 | 3 | 002:800 | −6    | 02:80  |
| 6.  | América       | 5   | 0 | 2 | 3 | 000:700 | −7    | 02:80  |

Hinweis: Es ist nicht zweifelsfrei nachvollziehbar, ob – und ggfs. weshalb – Atlas Turniersieger wurde. Das direkte Duell mit Sparta endete 2:2 und die Tordifferenz von Atlas und Sparta lag bei jeweils plus 4, wobei Sparta mehr Tore erzielte. Vermutlich wurden zur Ermittlung des Siegers die Tore durch die Gegentore dividiert, was bei Atlas einem Verhältnis von 2,00 und bei Sparta 1,57 entsprach. Doch der Turniersieg von Atlas ist gem. RSSSF.org fraglich.

Ticket beim III. Torneo Hexagonal in Mexiko-Stadt

### Abschlusstabelle des III. Hexagonal Internacional in Mexiko-Stadt 1967
| Pl. | Verein              | Sp. | S | U | N | Tore    | Diff. | Punkte |
| --- | ------------------- | --- | - | - | - | ------- | ----- | ------ |
| 1.  | Auswahlteam Mexiko  | 5   | 4 | 0 | 1 | 012:200 | +10   | 08:20  |
| 2.  | Espanyol Barcelona  | 5   | 3 | 1 | 1 | 010:700 | +3    | 07:30  |
| 3.  | América             | 5   | 1 | 3 | 1 | 006:500 | +1    | 05:50  |
| 4.  | Bologna FC          | 5   | 2 | 0 | 3 | 005:900 | −4    | 04:60  |
| 5.  | Sheffield Wednesday | 5   | 1 | 1 | 3 | 005:100 | −5    | 03:70  |
| 6.  | Toluca              | 5   | 1 | 1 | 3 | 005:100 | −5    | 03:70  |

Hinweis: Bei RSSSF.org wird Sheffield Wednesday der fünfte Platz zugeschrieben und Deportivo Toluca der sechste Rang, obwohl beide Teams absolut punkt- und torgleich waren. Möglicherweise wurde zur Wertung der direkte Vergleich herangezogen, den Sheffield mit 4:1 zu seinen Gunsten entschied.

### Abschlusstabelle des IV. Hexagonal Internacional in Mexiko-Stadt 1968
| Pl. | Verein                | Sp. | S | U | N | Tore    | Diff. | Punkte |
| --- | --------------------- | --- | - | - | - | ------- | ----- | ------ |
| 1.  | Botafogo              | 5   | 4 | 1 | 0 | 012:400 | +8    | 09:10  |
| 2.  | Olympiaauswahl Mexiko | 5   | 4 | 0 | 1 | 010:300 | +7    | 08:20  |
| 3.  | Roter Stern Belgrad   | 5   | 2 | 1 | 2 | 008:100 | −2    | 05:50  |
| 4.  | Ferencváros           | 5   | 2 | 0 | 3 | 009:100 | −1    | 04:60  |
| 5.  | Auswahlteam Jalisco   | 5   | 2 | 0 | 3 | 007:800 | −1    | 04:60  |
| 6.  | Toluca                | 5   | 0 | 0 | 5 | 006:170 | −11   | 0:10   |

### Abschlusstabelle des VIII. Pentagonal Internacional in Mexiko-Stadt 1970
| Pl. | Verein             | Sp. | S | U | N | Tore    | Diff. | Punkte |
| --- | ------------------ | --- | - | - | - | ------- | ----- | ------ |
| 1.  | Partizan Belgrad   | 4   | 2 | 2 | 0 | 005:300 | +2    | 06:20  |
| 2.  | Auswahlteam Mexiko | 4   | 1 | 3 | 0 | 007:500 | +2    | 05:30  |
| 3.  | Guadalajara        | 4   | 1 | 1 | 2 | 006:700 | −1    | 03:50  |
| 4.  | Spartak Trnava     | 4   | 1 | 1 | 2 | 006:700 | −1    | 03:50  |
| 5.  | Botafogo           | 4   | 1 | 1 | 2 | 004:600 | −2    | 03:50  |

Hinweis: Bei RSSSF.org wird Guadalajara und Spartak Trnava wegen Punkt- und Torgleichheit gemeinsam der dritte Platz zugeschrieben. Der direkte Vergleich endete mit 1:0 zu Gunsten von Chivas Guadalajara.

## Die Turniere in Guadalajara

Ticket zur Einweihung des Estadio Jalisco

1959 wurden die bisher ausschließlich im Estadio Ciudad Universitaria von Mexiko-Stadt ausgetragenen internationalen Turniere kopiert und auch in Guadalajara ausgetragen. Das erste Turnier war, wie auch in Mexiko-Stadt 1957, noch ein Cuadrangular Internacional, also ein internationales Viererturnier, das von Palmeiras São Paulo gewonnen wurde.
Mit Eröffnung des Estadio Jalisco im Januar 1960 wurde daraus ein Fünferturnier, das in Guadalajara die offizielle Bezeichnung Torneo Pentagonal de Occidente (Fünferturnier des Westens) trug. Beim ersten Turnier dieser Art in Guadalajara nahmen die drei am Stadionbau zu jeweils gleichen Teilen beteiligten Vereine Chivas Guadalajara, Atlas und Oro als Gastgeber sowie San Lorenzo aus Argentinien und der São Paulo FC aus Brasilien als Gäste teil. Sieger wurde die Mannschaft des São Paulo FC.
In den Jahren 1961 bis 1963 fand das Turnier in Guadalajara seine regelmäßige Fortsetzung, kam dann aber offensichtlich zum Erliegen. Das Turnier von 1962 wurde von Chivas Guadalajara gewonnen. 1961 war der FC Santos erfolgreich gewesen und 1963 die SE Palmeiras aus São Paulo.

### Abschlusstabelle des I. Cuadrangular in Guadalajara 1959
| Pl. | Verein    | Sp. | S | U | N | Tore    | Diff. | Punkte |
| --- | --------- | --- | - | - | - | ------- | ----- | ------ |
| 1.  | Palmeiras | 3   | 2 | 1 | 0 | 007:300 | +4    | 05:10  |
| 2.  | Irapuato  | 3   | 1 | 1 | 1 | 006:600 | ±0    | 03:30  |
| 3.  | Oro       | 3   | 1 | 0 | 2 | ?:?     | 00?   | 02:40  |
| 4.  | Atlas     | 3   | 1 | 0 | 2 | ?:?     | 00?   | 02:40  |

### Abschlusstabelle des I. Pentagonal Internacional in Guadalajara 1960
| Pl. | Verein       | Sp. | S | U | N | Tore    | Diff. | Punkte |
| --- | ------------ | --- | - | - | - | ------- | ----- | ------ |
| 1.  | São Paulo FC | 4   | 2 | 2 | 0 | 012:200 | +10   | 06:20  |
| 2.  | San Lorenzo  | 4   | 2 | 2 | 0 | 006:300 | +3    | 06:20  |
| 3.  | Atlas        | 4   | 2 | 1 | 1 | 006:300 | +3    | 05:30  |
| 4.  | Guadalajara  | 4   | 1 | 1 | 2 | 003:110 | −8    | 03:50  |
| 5.  | Oro          | 4   | 0 | 0 | 4 | 001:900 | −8    | 0:80   |

### Abschlusstabelle des II. Pentagonal Internacional in Guadalajara 1961
| Pl. | Verein      | Sp. | S | U | N | Tore    | Diff. | Punkte |
| --- | ----------- | --- | - | - | - | ------- | ----- | ------ |
| 1.  | Santos FC   | 4   | 3 | 1 | 0 | 017:700 | +10   | 07:10  |
| 2.  | America RJ  | 4   | 2 | 1 | 1 | 009:700 | +2    | 05:30  |
| 3.  | América     | 4   | 2 | 1 | 1 | 010:110 | −1    | 05:30  |
| 4.  | Atlas       | 4   | 0 | 2 | 2 | 002:600 | −4    | 02:60  |
| 5.  | Guadalajara | 4   | 0 | 1 | 3 | 005:120 | −7    | 01:70  |

### Abschlusstabelle des III. Pentagonal Internacional in Guadalajara 1962
| Pl. | Verein               | Sp. | S | U | N | Tore    | Diff. | Punkte |
| --- | -------------------- | --- | - | - | - | ------- | ----- | ------ |
| 1.  | Guadalajara          | 4   | 2 | 2 | 0 | 004:200 | +2    | 06:20  |
| 2.  | Flamengo             | 4   | 2 | 0 | 2 | 006:300 | +3    | 04:40  |
| 3.  | Atlas                | 4   | 1 | 2 | 1 | ?:?     | 00?   | 04:40  |
| 4.  | Universidad de Chile | 4   | 1 | 2 | 1 | 006:700 | −1    | 04:40  |
| 5.  | Oro                  | 4   | 0 | 2 | 2 | ?:?     | 00?   | 02:60  |

### Abschlusstabelle des IV. Pentagonal Internacional in Guadalajara 1963
| Pl. | Verein              | Sp. | S | U | N | Tore    | Diff. | Punkte |
| --- | ------------------- | --- | - | - | - | ------- | ----- | ------ |
| 1.  | Palmeiras           | 4   | 3 | 1 | 0 | 006:300 | +3    | 07:10  |
| 2.  | Vasas Budapest      | 4   | 3 | 0 | 1 | 006:300 | +3    | 06:20  |
| 3.  | Nacional Montevideo | 3   | 1 | 1 | 1 | 003:400 | −1    | 03:30  |
| 4.  | Monterrey           | 3   | 0 | 1 | 2 | 001:300 | −2    | 01:50  |
| 5.  | Atlas               | 4   | 0 | 1 | 3 | 002:500 | −3    | 01:70  |

Hinweis: Nacional und Monterrey haben nur drei Spiele absolviert, weil ihre direkte Begegnung nicht mehr ausgetragen wurde.

## Anekdoten
Aufgrund der nicht lückenlos vorhandenen Daten zu diesen Veranstaltungen (der Sieger von 1966 ist nicht zweifelsfrei ermittelbar und möglicherweise gab es noch weitere Turniere dieser Art, die der Nachwelt unbekannt sind), basieren die nachstehenden Angaben ausschließlich auf den vorliegenden Daten und können somit keinen Anspruch auf Vollständigkeit erheben.

### Die ausländischen Teilnehmer
Ausländische Spitzenmannschaften waren stets gern gesehene Gäste und ihre Teilnahme die eigentliche Motivation zur Veranstaltung dieser Turniere. Die Hauptattraktion war sicher der FC Santos mit Pelé, der nachweislich viermal (1959 und bei allen drei Turnieren des Jahres 1961) teilnahm und sich dreimal in Siegerliste eintrug. Lediglich beim ersten Turnier des Jahres 1961 unterlag Santos in einem hochklassigen Spiel mit 3:4 überraschend gegen den mexikanischen Vertreter Necaxa und weil man im nächsten Spiel auch gegen Chivas Guadalajara nicht über ein 0:0 hinauskam, sicherte sich Chivas in der Endabrechnung mit einem Punkt Vorsprung auf den Zweiten Santos den Turniersieg.
Grundsätzlich waren brasilianische Mannschaften besonders gern gesehen und mit Ausnahme der Turniere von 1957 und 1967 in Mexiko-Stadt war auch stets mindestens eine brasilianische Mannschaft vertreten. Viermal dabei war neben Santos auch die Mannschaft von Botafogo, die sich zwei Turniersiege (1962 und 1968) sichern konnte.
Kamen in den Anfangsjahren mit Ausnahme von Dukla Prag 1959 noch alle Gastmannschaften ausschließlich aus Südamerika, so nahmen ab 1962 auch regelmäßig europäische Mannschaften teil, wobei sich deren Teilnahme in der Regel auf Osteuropa beschränkte.
Lediglich 1967 wurde das ansonsten übliche Teilnehmerfeld heftig durcheinander gewirbelt. Bei diesem Wettbewerb nahm weder eine brasilianische (wie ansonsten üblich) oder andere südamerikanische noch osteuropäische (wie seit 1962 üblich) Mannschaften teil, sondern als Gäste ausschließlich die bei den anderen Turnieren stets fehlenden Mannschaften aus Westeuropa: Espanyol Barcelona, der FC Bologna und Sheffield Wednesday.

### Die einheimischen Publikumsmagnete
Der große Publikumsmagnet unter den mexikanischen Teams war unumstritten die in jenen Jahren auch in der heimischen Primera División dominierende Mannschaft von Chivas Guadalajara, die bis einschließlich 1966 nahezu bei jedem Turnier mitgewirkt hat – und die den mexikanischen Vereinsfußball mit drei Turniersiegen (1958, 1961 und 1962) auch würdig vertrat. Während Chivas nur bei drei (von insgesamt fünf bekannten) Turnieren in seiner Heimatstadt Guadalajara mitgewirkt hat (wo Lokalrivale Atlas als einziger Verein an allen Veranstaltungen teilnahm), war Chivas die am häufigsten in Mexiko-Stadt vertretene Mannschaft und stellte hinsichtlich der Anzahl ihrer zehn Teilnahmen selbst den mächtigen Hauptstadtverein América mit nur sieben Teilnahmen in den Schatten. Mindestens sechsmal dabei war Oro (je dreimal in Guadalajara und in Mexiko-Stadt) und fünfmal Toluca (jeweils in Mexiko-Stadt und Sieger im Jahr 1960). Atlas nahm vermutlich nur an einem Turnier in Mexiko-Stadt teil (1966), gewann dies aber allem Anschein nach auch. Außerdem gab es ein mexikanisches Auswahlteam, das sich 1967 den Turniersieg sicherte. Weitere mexikanische Sieger dieser Veranstaltungen sind nicht bekannt.

## Übersicht der Teilnehmer an den Turnieren
| Land 1                                         | Verein                     | Teilnahmen in Mexiko-Stadt 2                                        | Teilnahmen in Guadalajara 2  |
| ---------------------------------------------- | -------------------------- | ------------------------------------------------------------------- | ---------------------------- |
| Mexiko 1934                                    | América                    | 1959, 1960, 1962, 1963, 1964, 1966, 1967                            | 1961                         |
| Mexiko 1934                                    | Atlante                    | 1957, 1962                                                          | –                            |
| Mexiko 1934                                    | Atlas                      | 1966                                                                | 1959, 1960, 1961, 1962, 1963 |
| Mexiko 1934                                    | Guadalajara                | 1957, 1958, 1959, 1960, 1961 (I), 1961 (II), 1963, 1964, 1966, 1970 | 1960, 1961, 1962             |
| Mexiko 1934                                    | Irapuato                   | –                                                                   | 1959                         |
| Mexiko 1934                                    | León                       | 1959                                                                | –                            |
| Mexiko 1934                                    | Monterrey                  | –                                                                   | 1963                         |
| Mexiko 1934                                    | Necaxa                     | 1961 (I), 1964                                                      | –                            |
| Mexiko 1934                                    | Oro                        | 1961 (I), 1961 (II), 1963                                           | 1959, 1960, 1962             |
| Mexiko 1934                                    | Toluca                     | 1958, 1960, 1962, 1967, 1968                                        | –                            |
| Mexiko 1934                                    | Zacatepec                  | 1958                                                                | –                            |
| Mexiko 1934                                    | Auswahl Jalisco            | 1968                                                                | –                            |
| Mexiko                                         | Auswahl Mexiko             | 1967, 1970                                                          | –                            |
| Mexiko 1934                                    | Olympiateam Mexiko         | 1968                                                                | –                            |
| Argentinien                                    | Independiente              | 1961 (I), 1961 (II)                                                 | –                            |
| Argentinien                                    | Racing Club                | 1957                                                                | –                            |
| Argentinien                                    | River Plate                | 1958                                                                | –                            |
| Argentinien                                    | San Lorenzo                | 1960                                                                | 1960                         |
| Brasilien 1960                                 | América RJ                 | 1961 (II)                                                           | 1961                         |
| Brasilien 1968                                 | Botafogo                   | 1958, 1962, 1968, 1970                                              | –                            |
| Brasilien 1960                                 | Flamengo                   | –                                                                   | 1962                         |
| Brasilien 1960                                 | Fluminense                 | 1960                                                                | –                            |
| Brasilien 1960                                 | Palmeiras                  | –                                                                   | 1959, 1963                   |
| Brasilien 1960                                 | Santos FC                  | 1959, 1961 (I), 1961 (II)                                           | 1961                         |
| Brasilien 1960                                 | São Paulo FC               | 1964                                                                | 1960                         |
| Brasilien 1960                                 | Vasco da Gama              | 1963, 1966                                                          | –                            |
| Chile                                          | Universidad de Chile       | –                                                                   | 1962                         |
| Uruguay                                        | Nacional Montevideo        | –                                                                   | 1963                         |
| Uruguay                                        | Peñarol Montevideo         | 1957                                                                | –                            |
| Deutschland Demokratische Republik 1949        | Nationalmannschaft der DDR | 1966                                                                | –                            |
| England                                        | Sheffield Wednesday        | 1967                                                                | –                            |
| Italien                                        | Bologna FC                 | 1967                                                                | –                            |
| Jugoslawien Sozialistische Föderative Republik | Partizan Belgrad           | 1964, 1970                                                          | –                            |
| Jugoslawien Sozialistische Föderative Republik | Roter Stern Belgrad        | 1968                                                                | –                            |
| Sowjetunion 1955                               | Moskauer Stadtauswahl      | 1964                                                                | –                            |
| Spanien 1945                                   | Espanyol Barcelona         | 1967                                                                | –                            |
| Tschechoslowakei                               | Dukla Prag                 | 1959, 1963                                                          | –                            |
| Tschechoslowakei                               | Sparta Prag                | 1966                                                                | –                            |
| Tschechoslowakei                               | Spartak Trnava             | 1970                                                                | –                            |
| Ungarn 1957                                    | Ferencváros                | 1968                                                                | –                            |
| Ungarn 1957                                    | Újpesti Dózsa              | 1962                                                                | –                            |
| Ungarn 1957                                    | Vasas Budapest             | –                                                                   | 1963                         |

1 Die Länder werden in folgender Reihenfolge aufgeführt: zunächst Mexiko als Gastgeber, anschließend die südamerikanischen und danach die europäischen Länder (jeweils in alphabetischer Reihenfolge)
2 Fettdruck bedeutet, dass die jeweilige Mannschaft das entsprechende Turnier gewonnen hat.

## Tourneen ausländischer Fußballvereine
Neben den oben beschriebenen Turnieren gab es eine Reihe von Privatreisen ausländischer Vereine nach Mexiko. Den Anfang machte der heutige chilenische Rekordmeister CSD Colo-Colo im Februar 1927. Das erste von insgesamt sechs Spielen wurde am 12. Februar 1927 gegen den Club Necaxa ausgetragen und von Colo-Colo mit 3:0 gewonnen. Mit Ausnahme der beiden Begegnungen gegen die „spanischen Klubs“ España (0:1) und Asturias (1:1) gewannen die Chilenen die übrigen Spiele. Im selben Jahr bereisten auch noch der uruguayische Spitzenclub Nacional Montevideo (fünf Spiele im Juni und Juli) und als erster europäischer Verein Real Madrid (sechs Spiele im September) das Land der Azteken und gewannen sämtliche Spiele.
Auch in den folgenden Jahren unternahmen diverse Vereine Reisen nach Mexiko. Neben einer überwiegenden Zahl von südamerikanischen Mannschaften waren aber auch immer wieder europäische Vereine dabei, wie zum Beispiel die ungarischen Teams von Haladás Szombathely (sieben Spiele im Januar und Februar 1929) und MTK Budapest (sechs Spiele im Juni und Juli 1930) sowie die spanischen Teams von Racing Club Madrid (sieben Spiele im September und Oktober 1931), Athletic Bilbao (fünf Spiele im Juli und August 1935) und FC Barcelona (neun Spiele von Juni bis August 1937).
Während sämtliche Spiele ausländischer Gäste bis dahin ausschließlich gegen Mannschaften aus der Hauptstadt bestritten wurden, fand am 6. Februar 1941 ein erster Vergleich zwischen der Selección Jalisco und Estudiantes de La Plata (2:4) statt. Auf einer ausgedehnten Reise des CA San Lorenzo de Almagro im Januar und Februar 1942 gab es gleich drei Vergleiche mit der Selección Jalisco, die allesamt vom Gast aus Argentinien gewonnen wurden (1:0, 9:1 und 3:1). Auf derselben Tournee kam am 18. Februar 1942 mit dem CD Irapuato auch erstmals eine Vereinsmannschaft außerhalb von Mexiko-Stadt zu einem internationalen Kräftemessen, kassierte mit 0:12 aber auch die bis dahin deutlichste Niederlage in einem solchen Vergleich. Auch der nächste Gast, der costa-ricanische Vertreter CS La Libertad, absolvierte am 15. März 1942 einen Vergleich gegen einen „Provinzverein“, als er mit 3:2 gegen die UD Moctezuma, Verein der Moctezuma-Brauerei in Orizaba, gewann.
Danach dauerte es bis 1947, ehe mit dem Racing Club de Avellaneda wieder ein ausländischer Verein durch Mexiko tourte und – nachdem mittlerweile auch in Mexiko der Profifußball eingeführt worden war – sich gleich mit vier Mannschaften auseinandersetzte, die nicht in der Hauptstadt beheimatet waren. Die erste Begegnung fand am 5. Januar 1947 gegen den CD Veracruz statt und wurde von den Mexikanern 2:1 gewonnen. Anschließend besiegte der Racing Club die in Guadalajara beheimateten Vereine CF Atlas (3:1) und CD Guadalajara (3:2) und trennte sich vom Puebla FC unentschieden (2:2).
In den 1950er Jahren kamen erstmals auch Mannschaften aus deutschsprachigen Ländern nach Mexiko. Den Anfang machte der VfB Stuttgart im Sommer 1951. Später folgten Austria Wien, Hannover 96 und Eintracht Frankfurt.
Die nachstehende Übersicht listet alle bekannten Auslandstourneen deutschsprachiger Mannschaften in Mexiko auf, wobei die Ergebnisse stets aus Sicht des Gastvereins aufgeführt sind.

### VfB Stuttgart
| Datum         | Gegner         | Spielort       | Zuschauer | Ergebnis |
| ------------- | -------------- | -------------- | --------- | -------- |
| 17. Juni 1951 | CF Atlas       | Mexiko-Stadt   | 60.000    | 5:1      |
| 24. Juni 1951 | CF Atlante     | Mexiko-Stadt   | ???       | 0:4      |
| 27. Juni 1951 | CD Guadalajara | Mexiko-Stadt   | 30.000    | 0:1      |
| 1. Juli 1951  | Club Necaxa    | Mexiko-Stadt   | 35.000    | 1:5      |
| 7. Juli 1951  | CD Oro         | Parque Oblatos | ???       | 4:0      |

- Weiterführender Literaturtipp: Adriano Gómez Bantel (Hg.): Der VfB in Mexiko: Eine Reise im Sommer 1951. Verlag Die Werkstatt GmbH, Göttingen 2015. ISBN 978-3-7307-0210-9

### Austria Wien (erster Besuch)
| Datum           | Gegner         | Spielort       | Zuschauer | Ergebnis |
| --------------- | -------------- | -------------- | --------- | -------- |
| 4. Januar 1953  | Puebla FC      | Mexiko-Stadt   | 50.000    | 5:2      |
| 11. Januar 1953 | CD Zacatepec   | Mexiko-Stadt   | 50.000    | 2:2      |
| 15. Januar 1953 | Club Necaxa    | Mexiko-Stadt   | 30.000    | 1:0      |
| 18. Januar 1953 | CD Tampico     | Mexiko-Stadt   | 50.000    | 6:3      |
| 22. Januar 1953 | CF Atlas       | Mexiko-Stadt   | 30.000    | 0:2      |
| 26. Januar 1953 | CF Atlante     | Mexiko-Stadt   | 40.000    | 1:4      |
| 29. Januar 1953 | CD Guadalajara | Mexiko-Stadt   | 30.000    | 0:0      |
| 1. Februar 1953 | León FC        | Mexiko-Stadt   | ???       | 0:0      |
| 5. Februar 1953 | Oro            | Parque Oblatos | 20.000    | 2:1      |

### Austria Wien (zweiter Besuch)
| Datum           | Gegner     | Spielort     | Zuschauer | Ergebnis |
| --------------- | ---------- | ------------ | --------- | -------- |
| 29. Januar 1956 | CD Oro     | Mexiko-Stadt | 40.000    | 2:1      |
| 2. Februar 1956 | CF Atlante | Mexiko-Stadt | 30.000    | 0:1      |
| 5. Februar 1956 | León FC    | Mexiko-Stadt | 35.000    | 0:4      |
| 9. Februar 1956 | Mexiko     | Mexiko-Stadt | 75.000    | 0:4      |

### Hannover 96
| Datum         | Gegner           | Spielort                       | Ergebnis |
| ------------- | ---------------- | ------------------------------ | -------- |
| 2. Juni 1957  | CF Atlante       | Estadio Ciudad de los Deportes | 1:1      |
| 9. Juni 1957  | León FC          | Estadio Ciudad de los Deportes | 1:2      |
| 12. Juni 1957 | Deportivo Toluca | Estadio Ciudad de los Deportes | 1:3      |
| 16. Juni 1957 | CD Guadalajara   | Estadio Ciudad de los Deportes | 0:5      |
| 23. Juni 1957 | Mexiko           | Estadio Ciudad de los Deportes | 0:3      |

- Zu dieser Reise existiert ein ausführlicher Bericht auf der offiziellen Website von Hannover 96 (Memento vom 12. April 2012 im Internet Archive)

### Eintracht Frankfurt
| Datum             | Gegner           | Spielort                     | Zuschauer | Ergebnis |
| ----------------- | ---------------- | ---------------------------- | --------- | -------- |
| 12. Dezember 1968 | Deportivo Toluca | Estadio Luis Gutiérrez Dosal | 20.000    | 1:3      |
| 15. Dezember 1968 | León FC          | Estadio León                 | 10.000    | 1:2      |
| 18. Dezember 1968 | CD Cruz Azul     | Estadio Cuauhtémoc           | 12.000    | 2:1      |
| 22. Dezember 1968 | CD Veracruz      | Veracruz                     | ???       | 1:4      |
| 25. Dezember 1968 | CF Laguna        | Estadio San Isidro           | ???       | 1:0      |

- Weiterführende Links: Spielübersicht Eintracht Frankfurt Saison 1968/69